# 芒特弗农
芒特弗农（英語：Mount Vernon），字面意为弗农山，以它命名的弗農山莊是美国首任总统乔治·华盛顿在弗吉尼亚州的庄园。
芒特弗农或蒙特弗农亦可指：

## 地名

### 澳大利亚
- 芒特弗农 (新南威尔士州)，澳大利亚悉尼的一个郊区
- 芒特弗农站 (西澳大利亚州)，一个牧场租地

### 加拿大
- 芒特弗农 (安大略省)，位于安大略省马拉海德的一个社区
- 芒特弗农 (爱德华王子岛)，位于爱德华王子岛第62地段的一个非建制社区

### 英国
- 芒特弗农 (贝尔法斯特)
- 芒特弗农 (格拉斯哥)，该市东区的一个住宅区

### 美国
- 芒特弗农 (阿拉巴马州)，位于莫比尔县的一个镇
- 芒特弗农 (阿肯色州)，位于福克纳县的一个镇
- 芒特弗农 (乔治亚州)，位于蒙哥马利县的一座城市
- 芒特弗農 (喬治亞州懷特菲爾德縣)
- 芒特弗农 (伊利诺伊州)，位于杰斐逊县的一座城市
- 芒特弗农 (印第安纳州)，波西县县治
- 芒特弗农 (印第安纳州沃巴什县)
- 芒特弗农 (爱荷华州)，位于林恩县的一座城市
- 芒特弗农 (肯塔基州)，属家庭自治市镇，亦为罗克卡斯尔县县治
- 芒特华盛顿 (肯塔基州)，原名为芒特弗农
- 芒特弗农 (缅因州)，位于肯纳贝克县的一个镇
- 芒特弗农 (巴尔的摩)，巴尔的摩的一个社区
- 芒特弗农 (马里兰州)，位于萨默塞特县的一个人口普查指定区
- 芒特弗农 (密苏里州)，劳伦斯县的县治
- 芒特弗农 (新罕布什尔州)（拼写略有不同），位于希尔斯堡县的一个镇
- 芒特弗農 (紐約州伊利縣)，一个小村庄
- 芒特弗农 (纽约州)，位于威彻斯特县的一座城市
- 芒特弗农 (俄亥俄州)，诺克斯县的县治
- 芒特弗农 (俄亥俄州哥伦布县)，哥伦布的一个社区
- 芒特弗农 (俄勒冈州)，格兰特县的一座城市
- 芒特弗农 (南达科他州)，戴维森县的一座城市
- 芒特弗农 (德克萨斯州)，富兰克林县的县治
- 芒特弗农 (弗吉尼亚州)，费尔法克斯县的一个人口普查指定区
- 芒特弗农 (华盛顿州)，斯卡吉特县的县治
- 芒特弗农广场，位于华盛顿哥伦比亚特区
- 芒特弗农 (西弗吉尼亚州)，位于普特南县的一个非建制社区
- 芒特弗农 (威斯康星州)，位于丹县的一个非建制社区
- 芒特弗农镇 (消歧义)